# Cray Blitz
Cray Blitz ist ein Schachrechner aus den 1980er-Jahren, für den der amerikanische Informatiker Bob Hyatt (* 1948) das Schachprogramm entwickelt hat und der 1983 und 1986 Computerschachweltmeister wurde.

## Geschichte

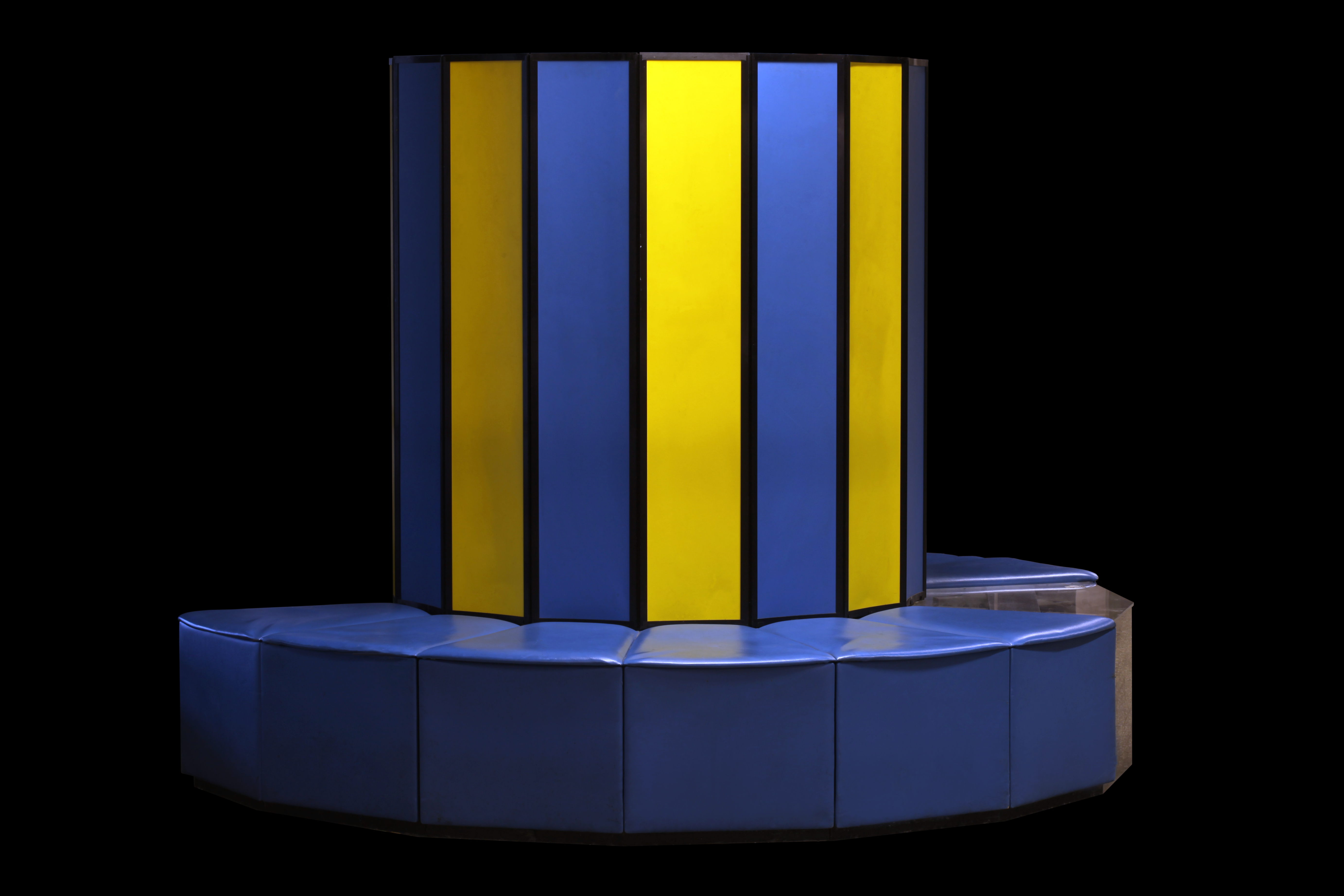
Die Cray X-MP48

Nachdem Bob Hyatt sich bereits seit 1975 mit Computerschach befasst hatte, entwickelte er das Schachprogramm Blitz. Im Jahr 1979 stellte ihm dafür die Forschungsabteilung der US-Firma Cray ihren damaligen Supercomputer Cray-1 zur Verfügung. In Zusammenarbeit mit Al Gower, einem Musikprofessor und Fernschachspieler, entstand so die erste Version von Cray Blitz. Drei Jahre später stand der verbesserte Nachfolger, Cray X-MP (Bild), zur Verfügung, der bis 1985 schnellste Computer der Welt. Damit siegte Cray Blitz sowohl 1983 bei der 14. als auch 1984 bei der 15. Nordamerikanischen Computerschachmeisterschaft. Darüber hinaus gewann er den WM-Titel 1983 bei der 4. und auch 1986 bei der 5. Computerschachweltmeisterschaft (WCCC).